# Mohamed Abbassi
Pour les articles homonymes, voir Abbassi (homonymie).
Mohamed Abbassi, né le 28 mars 1991 à Djerba, est un basketteur tunisien.

## Carrière
Formé à la Jeunesse sportive kairouanaise, il évolue au poste d'ailier fort.
Il participe par ailleurs avec l'équipe de Tunisie aux Jeux panarabes de 2011, au championnat d'Afrique 2015, au tournoi qualificatif pour les Jeux olympiques d'été de 2016 et à la coupe du monde 2019.
En décembre 2013, il rejoint l'Étoile sportive du Sahel sous la forme d'un prêt pour le huit matchs de la coupe d'Afrique des clubs champions 2013. Il prend la deuxième place avec son équipe après avoir perdu la finale contre Primeiro de Agosto (61-68) à Sousse.
Le 31 mai 2014, il perd la finale de la coupe de Tunisie contre le Club africain (91-79) au Palais des sports d'El Menzah. Il en est le meilleur marqueur du match avec 30 points.
Durant la coupe d'Afrique des clubs champions 2014, il prend la deuxième place avec son équipe après avoir perdu la finale (68-86) contre le Recreativo do Libolo à Tunis.
En décembre 2015, durant la coupe d'Afrique des clubs champions, il n'obtient que la cinquième place avec son équipe après une défaite contre Gezira SC (78-73). Choisi pour faire partie de la deuxième équipe du tournoi, il est le quatrième meilleur buteur du tournoi avec 15,6 points en moyenne par match.
Il remporte le titre de meilleur révélation du championnat lors de la saison 2014-2015.
Durant la coupe d'Afrique des clubs champions 2017 à Radès, il prend la deuxième place avec son équipe après avoir perdu la finale contre l'Association sportive de Salé (69-77).
Au terme de la première édition de l'Afro Ligue 2019 (ancien nom de la Coupe d'Afrique des clubs champions), il prend la première place du tournoi éliminatoire et de sa poule durant la première phase finale. En quarts de finale, lui et son club sont éliminés par la Jeunesse sportive kairouanaise après avoir perdu leurs deux matchs (68-67 à l'aller à Kairouan et 73-74 au retour à Radès).
Le 4 juin 2022, il rejoint le club libyen du Al Madina Sporting Club. Il est le quatrième meilleur rebounder avec 5,6 rebonds, le quatrième meilleur scoreur avec 10,9 points et le cinquième meilleur intercepteur avec 0,9 interception en moyenne par match du championnat libyen.
Le 16 avril 2023, il rejoint le club libyen du Al Hilal Sports Club. En octobre, il rejoint Al-Ittihad Tripoli sous la forme d'un prêt (quatre matchs) pour la coupe arabe des clubs champions. Lui et son équipe sont éliminés après la phase de poules.
En septembre 2024, il rejoint le Manama Club de Bahreïn. Le 12 octobre, il retourne à la Jeunesse sportive kairouanaise.
Le 11 juillet 2025, il rejoint le Club africain.

## Clubs
- 2013[4] : Étoile sportive du Sahel (Tunisie)
- 2010-2014 : Jeunesse sportive kairouanaise (Tunisie)
- 2014-2020 : Étoile sportive de Radès (Tunisie)
- 2020-2021 : Ezzahra Sports (Tunisie)
- 2021-2024 : Union sportive monastirienne (Tunisie)
- 2022 : Al Madina Sporting Club[5] (Libye)
- 2023 : Al Hilal Sports Club (Libye)
- 2023 : Al-Ittihad Tripoli[6] (Libye)
- 2024 (2 mois) : Manama Club (Bahreïn)
- 2024-2025 : Jeunesse sportive kairouanaise (Tunisie)
- depuis 2025 : Club africain (Tunisie)

## Palmarès

### Clubs
- Champion de Tunisie : 2017, 2018, 2022
- Coupe de Tunisie : 2017, 2018, 2019, 2022
- Coupe de la Fédération : 2020, 2025
- Médaille d'argent à la coupe d’Afrique des clubs champions 2013 ( Tunisie)
- Médaille d'argent à la coupe d’Afrique des clubs champions 2014 ( Tunisie)
- Médaille d'argent à la coupe d’Afrique des clubs champions 2017 ( Tunisie)
- Médaille d'or à la Ligue africaine 2022 ( Rwanda)

### Sélection nationale
- Médaille d'argent à la coupe d’Afrique des clubs champions 2013 ( Tunisie)
- Médaille de bronze au championnat d'Afrique 2015 (Tunisie)
- Médaille d'argent au championnat arabe des nations 2025 ( Bahreïn)

### Distinctions personnelles
- Meilleur révélation du championnat de Tunisie lors de la saison 2014-2015